# Alguer Miquel i Bo
Alguer Miquel i Bo (Sant Joan de les Abadesses, Ripollès, 26 de juliol de 1986) és un músic i cantant, conegut per haver estat cantant del grup català Txarango.

## Trajectòria
Des de ben jove va interessar-se per la música reggae i va començar a fer-ne juntament amb altres amics, alguns dels quals van formar part de Txarango. L'any 2006, juntament amb dos amics seus, companys de pis al barri gòtic de Barcelona, va començar a tocar pels carrers de Ciutat Vella, i tots tres van crear el grup Txarango.
És conegut per les seves posicions reivindicatives i d'inconformisme social i segons ell té "un altaveu que s'ha d'aprofitar". En diverses ocasions ha donat suport a moviments i organitzacions socials com Pallassos sense Fronteres. Segons ha declarat, en les lletres de les cançons que escriu pretén transmetre optimisme i alegria. En diverses ocasions ha mostrat la seva posició favorable a la independència de Catalunya tot i que no veu amb bons ulls les accions d'alguns líders polítics.
Durant el desembre del 2014 es va adherir al manifest de la candidatura municipal Capgirem Vic. De cara a les eleccions al Parlament de Catalunya de 2015, es va presentar en un lloc simbòlic de la llista de la candidatura Candidatura d'Unitat Popular - Crida Constituent a la circumscripció de Girona.

## Discografia

### Amb Txarango
- Welcome to Clownia (2010)
- Benvinguts al Llarg Viatge (2012)
- Som Riu (2014)
- El Cor de la Terra (2017)
- De Vent i Ales (2020)
- El Gran Ball (2021)